# Trachurus murphyi
El jurel chileno, jurel del Pacífico sur o, simplemente, jurel (Trachurus murphyi), es un pez pelágico que abunda en las costas del océano Pacífico sur. Se caracteriza por su cuerpo alargado, que llega a medir 70 cm de longitud. Es de color azul verdoso, a excepción del vientre, que es de color blanco o plateado.

## Descripción
Tiene el cuerpo alargado, y la cabeza grande, con la mandíbula superior llegando casi a la órbita ocular. Alcanza 70 cm, siendo el promedio 60 cm. El dorso es azul oscuro, mientras que el vientre es de color plateado; muestra una mancha negra junto a la parte posterior del opérculo. La aleta pectoral es característicamente larga y en forma de hoz.

### Consumo

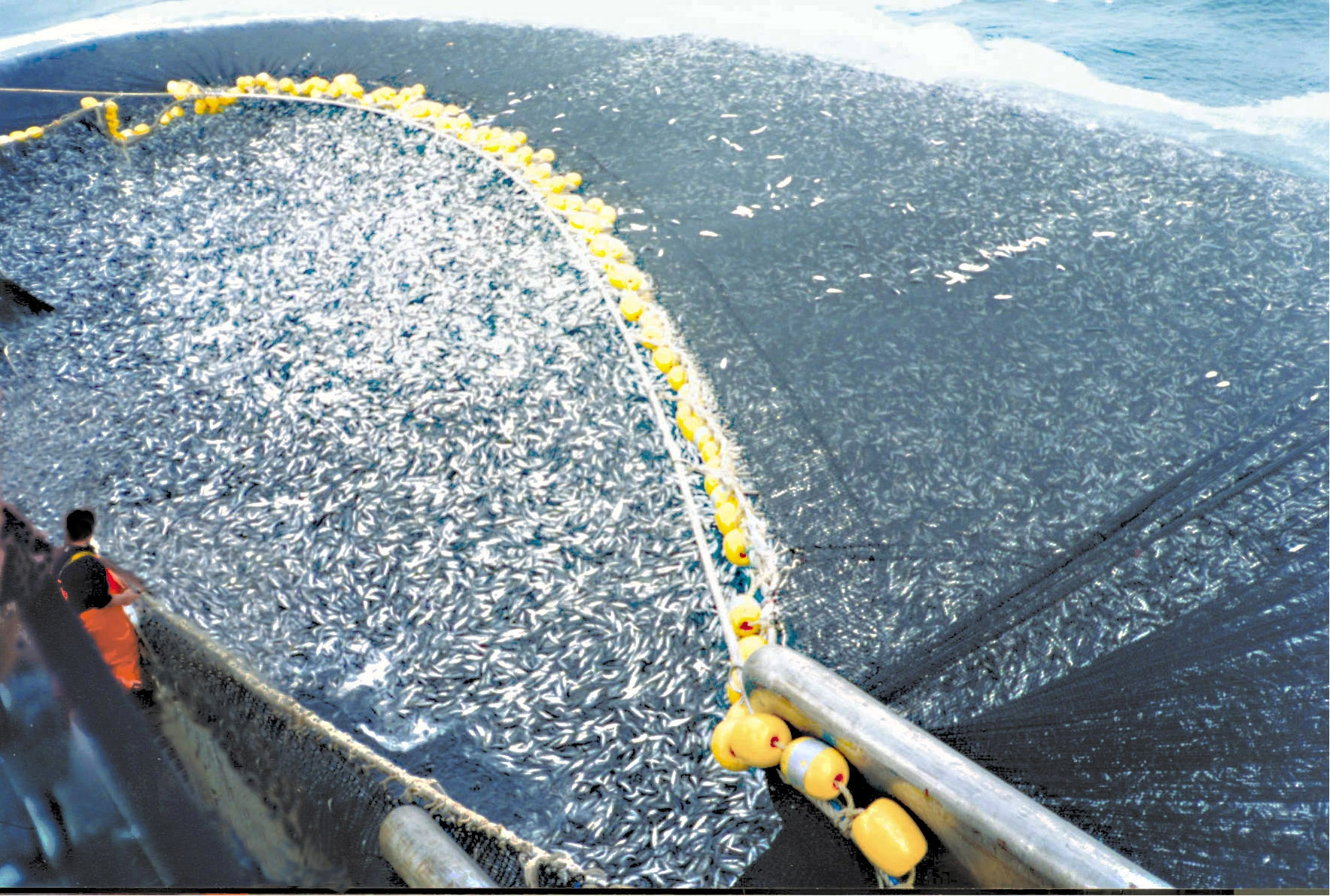
Un banco de unas 400 toneladas recién pescado.

Su alto contenido en ácidos grasos omega-3, bajo precio y baja presencia de contaminantes en comparación con otros productos marinos , hacen de él un producto alimenticio conveniente para el ser humano. Los países de mayor consumo de jurel en las últimas décadas son Chile, Perú, Estados Unidos, Sri Lanka y Papúa-Nueva Guinea, entre otros. Se considera un producto equivalente a la caballa (pero son especies diferentes, y al comercializarse se debe hacer la distinción correspondiente).
La nobleza de su carne hace posible con él la producción de surimi, una pasta de pescado que sirve como materia prima ampliamente consumida en Japón. También es una importante materia prima para la producción de harina de pescado, (alimento para animales y aves de corral, y para especies marinas de cultivo) y conserva para consumo humano.

## Distribución
En Sudamérica, esta especie se distribuye desde Ecuador hasta el sur de Chile (X Región de Los Lagos). Longitudinalmente se reporta su presencia hasta Tasmania. Se le encuentra hasta los 300 metros de profundidad.

## Reproducción
La actividad reproductiva la realiza durante todo el año, pero la fase principal de desove ocurre entre octubre y enero, período en el cual se registra una importante migración de individuos desovantes hacia el Oeste, fuera de la Costa.